# Симплиције Киликијски
Симплиције Киликијски (грч. Σιμπλίκιος ὁ Κίλιξ; око 480 – око 540) био је грчки филозоф.
Симплиције је био међу паганским филозофима које је прогонио Јустинијан почетком 6. века, и био је приморан да неко време да потражи уточиште на персијском двору, пре него што му је дозвољено да се врати у царство. Писао је опширно о Аристотеловим делима. Иако су сви његови списи коментари Аристотелових дела као дела и других аутора, а не оригинални радови, он се због значаја свог дела сматра најважнијим филозофом паганске антике. Његова дела су сачувала много података о ранијим филозофима и њиховим схватањима, који би иначе били изгубљени.

## Биографија
О Симплицијевом животу се мало зна. На основу његовог образовања, вероватно је рођен негде око 480. Његов коментар на Аристотелово дело „На небесима“ може се дефинитивно датирати у 538. годину, што је последњи познати дефинитивни доказ о томе када је живео и радио, што чини вероватним да је умро негде око 540. Један старији извор датира његов живот у оквирно период 490 – 560.
Симплиције је био ученик Амонија Хермије и Дамаскија и стога је био један од последњих чланова неоплатонистичке школе. Школа је имала седиште у Атини. Био је међу последњим интелектуалцима који су улагали напоре и труд да се хеленистичка религија очува и одржи спрам ширења хришћанства. Царски укази донети у 5. веку против паганизма давали су правну заштиту паганима од личног малтретирања. Мало знамо о томе где је Симплиције живео и учио. Да он не само да је писао, већ и поучавао, доказује обраћање својим слушаоцима у коментару на Physica Auscultatio Аристотела, као и наслов његовог коментара на Категорије.
Образовање је стекао делом у Александрији, код Амонија, делом у Атини, као Дамаскијев ученик; и вероватно се у једном од ова два града касније настанио; јер, са изузетком ових градова и Цариграда, било би тешко наћи град који би поседовао збир
ке књига које су му биле потребне, а мало је вероватно да је отишао у Цариград. Једна тврдња барем тврди да је Симплиције отишао у Харан, у данашњој југоисточној Турској.
Године 528. цар Јустинијан је наредио да се пагани уклоне са државних функција. Некима је одузета имовина, неки су погубљени. У наредби је прецизирано да ако у року од три месеца не пређу на хришћанство, треба да буду протерани из Царства. Поред тога, било је забрањено предавати филозофију и јуриспруденцију у Атини. Вероватно је одузета и имовина платонистичке школе која је у време Прокла била процењена на више од 1000 златника; у најмању руку, Јустинијан је лекарима и наставницима слободних уметности одузео новац који су им доделили претходни цареви, и конфисковао средства која су грађани давали за спектакле и друге грађанске сврхе. Седам филозофа, међу којима су били Симплиције, Еуламије, Присцијан и други, са Дамасијем, последњим председником платонистичке школе у Атини на челу, решили су да траже заштиту на двору чувеног персијског краља Хозроја, који је наследио престо 531. Ипак, Хозроје, у мировном уговору закљученом са Јустинијаном око 533. је утврдио да се филозофима треба дозволити да се врате у земљу и да без ризика по личну безбедност практикују своје обреде, након чега су се и вратили.
Једна од Симплицијевих главних предмета интересовања и рада била је хармонизација платонске и аристотеловске филозофије. Симплиције, као неоплатоничар, настојао је да покаже да се Аристотел слаже са Платоном чак и у оним тачкама у којима постоји мимоилажење два филозофа. Ово систематско излагање било је део широко распрострањеног настојања у касном античком неоплатонизму да се најпознатији ауторитети класичне паганске традиције представе као представници једне те исте добре доктрине, која је имала за циљ да га представи као супериорну алтернативу хришћанству, и да оповргне хришћански аргумент да зато што се пагански мислиоци разликују међу собом, стога не поседују истину.
У другој половини 20. века, за разлику од претходних периода, су истраживања његовог учења постала учесталија. Од тада је његова свеобухватна синтеза аристотеловских и неоплатонских идеја препозната као важно достигнуће.

### Делау преводу на енглески

#### О Аристотеловимкатегоријама
- Simplicius: On Aristotle, Categories 1–4, translated by Michael Chase (2003). Cornell University Press:.  0-8014-4101-3, and Duckworth, London:. On Aristotle Categories 1-4. Duckworth. 2003. ISBN 0-7156-3197-7.
- Simplicius: On Aristotle, Categories 5–6, translated by Frans A.J. de Haas and Barrie Fleet (2001). Cornell University Press:.  0-8014-3838-1, and Duckworth, London:. On Aristotle Categories 5-6. Duckworth. 2001. ISBN 0-7156-3037-7.
- Simplicius: On Aristotle, Categories 7–8, translated by Barrie Fleet (2002). Cornell University Press:.  0-8014-3839-X, and Duckworth, London:. On Aristotle Categories 7-8. Duckworth. 2002. ISBN 0-7156-3038-5.
- Simplicius: On Aristotle, Categories 9–15, translated by Richard Gaskin (2000). Cornell University Press:.  0-8014-3691-5, and Duckworth, London:. On Aristotle Categories 9-15. Duckworth. 2000. ISBN 0-7156-2900-X.

#### О АристотеловомНа небу
- Simplicius: On Aristotle, On the Heavens 1.1–4, translated by Robert J. Hankinson (2001). Cornell University Press:.  0-8014-3907-8, and Duckworth, London:. On Aristotle on the Heavens 1.1-4. Duckworth. 2002. ISBN 0-7156-3070-9.
- Simplicius: On Aristotle, On the Heavens 1.3–4. ISBN 0-7156-4063-1., translated by Ian Mueller (2011). Duckworth, London:.
- Simplicius: On Aristotle, On the Heavens 1.5–9, translated by Robert J. Hankinson (2004). Cornell University Press:.  0-8014-4212-5, and Duckworth, London:. On Aristotle on the Heavens 1.5-9. Duckworth. 2004. ISBN 0-7156-3231-0.
- Simplicius: On Aristotle, On the Heavens 1.10–12, translated by Robert J. Hankinson (2006). Cornell University Press:.  0-8014-4216-8, and Duckworth, London:. On Aristotle on the Heavens 1.10-12. Duckworth. 2006. ISBN 0-7156-3232-9.
- Simplicius: On Aristotle, On the Heavens 2.1–9, translated by Ian Mueller (2004). Cornell University Press:.  0-8014-4102-1, and Duckworth, London:. Simplicius (2004). On Aristotle on the Heavens 2.1-9. Duckworth. ISBN 0-7156-3200-0.
- Simplicius: On Aristotle, On the Heavens 2.10–14, translated by Ian Mueller . Cornell University Press:.  0-8014-4415-2, and Duckworth, London:. . 2005. ISBN 0-7156-3342-2. Недостаје или је празан параметар |title= (помоћ)
- Simplicius (2. 11. 2009). Simplicius: On Aristotle, On the Heavens. Bloomsbury Academic. ISBN 978-0-7156-3843-9. 3.1–7, translated by Ian Mueller (2009). Duckworth, London:.
- Simplicius (4. 12. 2009). Simplicius: On Aristotle, On the Heavens. Bloomsbury Academic. ISBN 978-0-7156-3844-6. 3.7–4.6, translated by Ian Mueller (2009). Duckworth, London:.

#### О АристотеловојФизици
- Simplicius: On Aristotle, Physics 1.1–2. Bloomsbury Academic. 5. 5. 2022. ISBN 9781350285682., translated by Stephen Menn (2022). Bloomsbury, New York:.
- Simplicius (24. 2. 2011). Simplicius: On Aristotle, Physics 1.3–4. Bloomsbury Academic. ISBN 978-0-7156-3921-4., translated by Pamela M. Huby and C. C. W. Taylor (2011). Duckworth, London:.
- Simplicius: On Aristotle, Physics 1.5–9. Bloomsbury Academic. 30. 8. 2012. ISBN 978-0-7156-3857-6., translated by Han Baltussen (2011). Duckworth, London:.
- Simplicius: On Aristotle, Physics 2, translated by Barrie Fleet (1997). Cornell University Press:.  0-8014-3283-9, and Duckworth, London:. On Aristotle Physics 2. Duckworth. 1997. ISBN 0-7156-2732-5.
- Simplicius: On Aristotle, Physics 3, translated by James O. Urmson . Cornell University Press:.  0-8014-3903-5, and Duckworth, London:. . 2002. ISBN 0-7156-3067-9. Недостаје или је празан параметар |title= (помоћ)
- Simplicius: On Aristotle, Physics 4.1–5, 10–14, translated by James O. Urmson . Cornell University Press:.  0-8014-2817-3, and Duckworth, London:. . 1992. ISBN 0-7156-2434-2. Недостаје или је празан параметар |title= (помоћ)
- Simplicius: On Aristotle, Physics 5, translated by James O. Urmson . Cornell University Press:.  0-8014-3407-6, and Duckworth, London:. . 1997. ISBN 0-7156-2765-1. Недостаје или је празан параметар |title= (помоћ)
- Simplicius: On Aristotle, Physics 6, translated by David Konstan . Cornell University Press:.  0-8014-2238-8, and Duckworth, London:. . 1989. ISBN 0-7156-2217-X. Недостаје или је празан параметар |title= (помоћ)
- Simplicius: On Aristotle, Physics 7, translated by Charles Hagen (1994). Cornell University Press:.  0-8014-2992-7, and Duckworth, London:. On Aristotle Physics 7. Duckworth. 1994. ISBN 0-7156-2485-7.
- Simplicius: On Aristotle, Physics 8.1–5. Bloomsbury Academic. 10. 4. 2014. ISBN 9781472539175., translated by I. Bodmar, M. Chase, M. Share (2012).  Bloomsbury, New York:.
- Simplicius: On Aristotle, Physics 8.6–10, translated by Richard McKirahan (2001). Cornell University Press:.  0-8014-3787-3, and Duckworth, London:. On Aristotle Physics 8.6-10. Duckworth. 2001. ISBN 0-7156-3039-3.

#### О АристотеловојО души
- Simplicius: On Aristotle, On the Soul 1.1–2.4, translated by James O. Urmson (1995). Cornell University Press:.  0-8014-3160-3, and Duckworth, London:. On Aristotle on the Soul 1.1-2.4. Duckworth. 1995. ISBN 0-7156-2614-0.
- Priscian: On Theophrastus on Sense-Perception, with "Simplicius": On Aristotle, On the Soul 2.5–12, translated by Carlos Steel (1997). Cornell University Press:.  0-8014-3282-0, and Duckworth, London:. Steel, C. E. W. (20. 11. 1997). Priscian: On Theophrastus on Sense-Perception with 'Simplicius': On Aristotle on the Soul 2.5-12. Bloomsbury Publishing Plc. ISBN 0-7156-2752-X.
- "Simplicius": On Aristotle, On the Soul 3.1–5, translated by Henry J. Blumenthal (2000). Cornell University Press:.  0-8014-3687-7, and Duckworth, London:. On Aristotle on the Soul 3.1-5. Duckworth. 2000. ISBN 0-7156-2896-8.

#### О ЕпиктетовомПриручнику
- Simplicius: On Epictetus, Handbook 1–26, translated by Tad Brennan and Charles Brittain (2002). Cornell University Press:.  0-8014-3904-3, and Duckworth, London:. Simplicius (2002). On Epictetus Handbook 1-26. Duckworth. ISBN 0-7156-3068-7.
- Simplicius: On Epictetus, Handbook 27–53, translated by Tad Brennan and Charles Brittain . Cornell University Press:.  0-8014-3905-1, and Duckworth, London:. . 2002. ISBN 0-7156-3069-5. Недостаје или је празан параметар |title= (помоћ)

#### Друга дела
- Simplicius: Corollaries on Place and Time, translated by James O. Urmson (1992). Cornell University Press:.  0-8014-2713-4, and Duckworth, London:. Corollaries on Place and Time. Duckworth. 1992. ISBN 0-7156-2252-8.
- Philoponus: Corollaries on Place and Void, with Simplicius: Against Philoponus On the Eternity of the World, translated by David Furley and Christian Wildberg (1991). Cornell University Press:.  0-8014-2634-0, and Duckworth, London:. Philoponus, John (1991). Corollaries on Place and Void. Duckworth. ISBN 0-7156-2250-1.
- Philoponus: On Aristotle, Physics 5–8, with Simplicius: On Aristotle on the Void, translated by Paul Lettinck and J. O. Urmson . Cornell University Press:.  0-8014-3005-4, and Duckworth, London:. . 1994. ISBN 0-7156-2493-8. Недостаје или је празан параметар |title= (помоћ)